# اکشن (تئاتر)

عکسی از یک تئاتر

اکشن به عنوان یک اصطلاح در تمرین تئاتر غربی، اشاره به  اصولی از تمرین بازیگری دارد که در ابتدا توسط بازیگر و کارگردان روسی کنستانتین استانیسلاوسکی در نیمه اول قرن بیستم در تئاتر هنری مسکو شکل و توسعه گرفت.
در نوشته‌های او در باب تئاتر، استانیسلاوسکی  اشاره می‌کند که «پایه تئاتر، عمل و پویایی است.» 
اکشن در لاتین، کلمه متناظر «actio» است، و همین کلمه ریشه کلمات مشابهی است که به دایره واژگان ما وارد شده است؛ نظیر اکشن، اکتور، اکت.
از این رو می‌توان گفت: «درام اکشنی است که می‌توان اجراشدن آن را نگریست، و زمانی که  پیش می‌رود بازیگر عامل پیشبرد آن است و بازیگری در حقیقت اجرای آن اکشن است»

ژن بندتی متوجه شد که اکشن در متون استانیسلاوسکی بسیار ساده و به‌معنای «آنچه برای انجام یک وظیفه صورت می‌گیرد» است و وظیفه اشاره به «آنچه یک شخصیت بایستی انجام دهد تا مشکلش را برطرف کند» است. اکشن به عنوان اصطلاح در تمرین تئاتر از سیستم استانیسلاوسکی وام گرفته شده است و اشاره به اعمالی دارد که بازیگر عهده دار آنست تا به هدف مطلوب برسد.

## پاورقی
1. ↑  Action
2. ↑  Actor
3. ↑   Act
4. ↑  Jean Benedetti